# Amanda Aasa
Amanda Aasa (Örnsköldsvik, 14 oktober 1996) is een Zweeds zangeres en songwriter. In 2020 nam ze deel aan Melodifestivalen 2020.

## Biografie
Aasa nam in 2014 deel aan de Zweedse versie van Idols waar ze niet voorbij de audities kwam. Kort daarna tekende ze een platencontract op het label Dreamhill. Hierop bracht ze haar debuutsingle "Wrong Chemistry" uit. Met deze single debuteerde Aasa in de Svenkstoppen.  Na het uitbrengen van de single toerde ze als supportact van Miss Li. Na het aflopen van haar contract bij Dreamhill, nam Aasa een artistieke pauze om een opleiding tot songwriter en producer te volgen via musikmakarma.
In 2018 won Aasa de districtsfinale van P4 Nästa Halland en het jaar erna nam ze deel aan P4 Västernorrland met het nummer "Gå hem". Aasa eindigde ermee op de tweede plaats achter winnaar Tim Lööv. Hierdoor kreeg ze een startbewijs om deel te nemen aan Melodifestivalen 2020. Op 25 augustus 2019 werd ze dan ook officieel aangekondigd als eerste deelneemster van Melodifestivalen 2020. Ze werd zesde in de derde ronde in Luleå in 15 februari 2020.